# 마뎬차오역
마뎬차오역(중국어: 马甸桥站)은 중국 베이징시 시청구 더성 가도 마뎬·하이뎬구 화위안루 가도 경계의 북3환중로·더성먼 외대가·징장 고속공로 교차로 마뎬교 동측 하방에 위치한 베이징 지하철 12호선의 지하철역이다. 2023년 7월 21일 베이징시 계획자연위원회 발표에 따라 원래 이름은 마뎬역(马甸站)으로 제정되었고, 2024년 1월 3일에 마뎬차오역으로 역명이 변경되었다. 이 역은 12호선의 1단계로 2024년 12월 15일에 개통하였다.

## 역 구조
마뎬차오역은 총 길이 281.6m, 승강장 폭 12m, 주요 구조물 폭 21.3m, 토사 약 10.94m를 덮는 구조물을 갖춘 지하 2층, 1기둥, 2경간 표준 섬식 승강장의 구조로 설계된 역으로 중심에서의 트랙 고도는 22.033m이다. 이 역은 4개의 출입구, 4개의 환기 덕트, 3개의 안전 출입구 및 무장애 엘리베이터 입구가 있다.

### 층별 구조
| 지면     | 가도                            | 출입구                                  |
| 지하 1층 | 대합실                          | 고객센터, 자동 발매기, 출입 게이트      |
| 지하 2층 | ←                               | ■ 12호선 쓰지칭차오 방면 (베이타이핑좡) |
| 지하 2층 | 섬식 승강장, 왼쪽 출입문이 열림 |                                         |
| 지하 2층 | →                               | ■ 12호선 둥바베이 방면 (안화차오)       |

## 출입구
마뎬차오역은 당초 4개 출입구로 계획되었으나 실제로는 3개의 출입구만 건설되었고, C출입구 공사는 아직 시작되지 않았다.

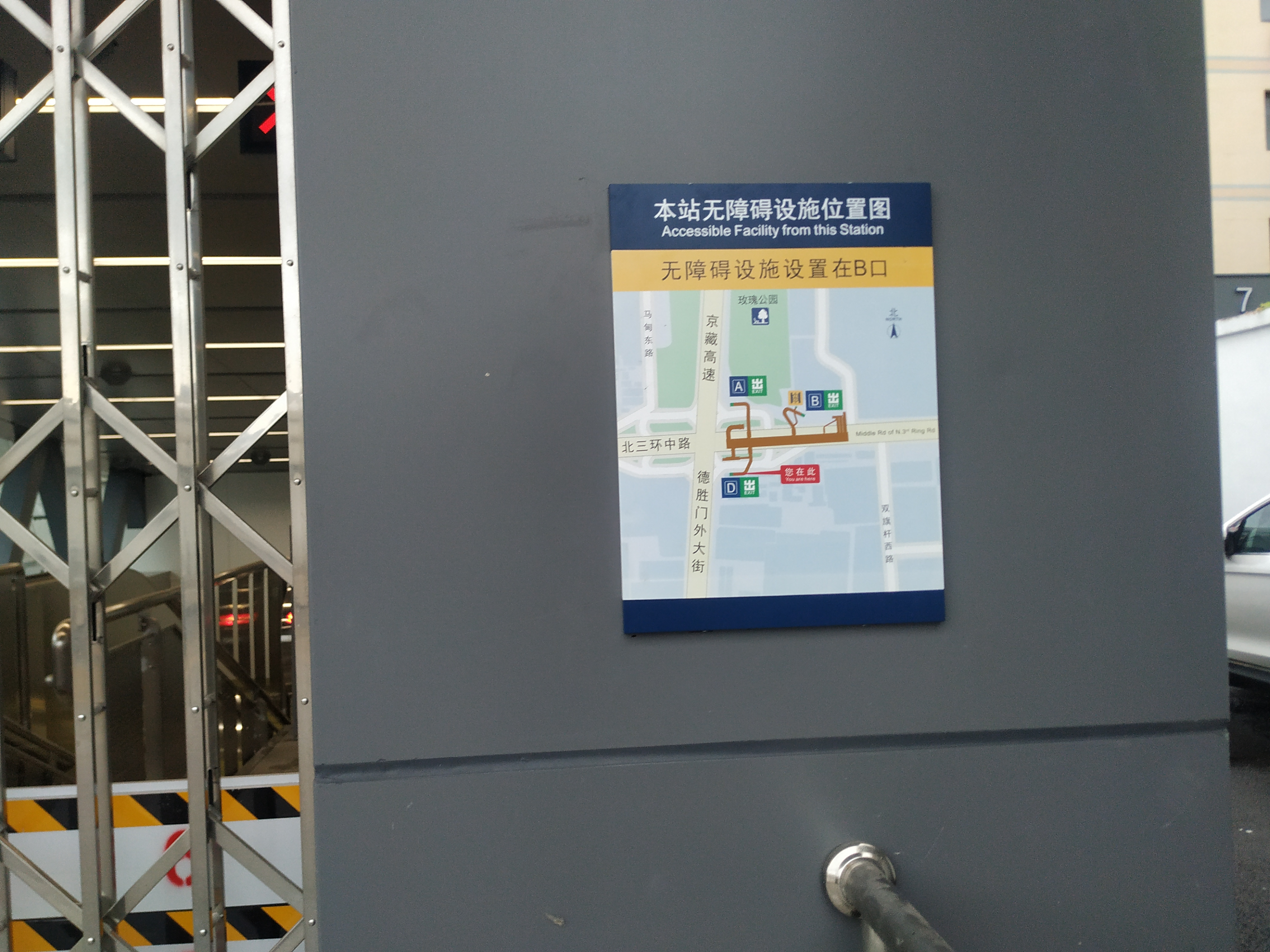
아직 공사가 시작되지 않은 C출입구가 표시되지 않은 역의 개략도

|                         |                       |           |      |             |
| 출구                    | 지시                  | 출구 인근 | 사진 | 무장애 시설 |
| 出口 · A                |                       |           |      |             |
| 出口 · B                | 북3환중로(北三环中路) |           |      |             |
| 出口 · D                |                       |           |      |             |
| 아이콘 설명: 엘리베이터 |                       |           |      |             |